# Lidl
Lidl — немецкая сеть супермаркетов-дискаунтеров, работающая в большинстве стран Европы, а также в США. Входит в Schwarz Gruppe (наряду с сетью гипермаркетов Kaufland).

## История
Основатель сети — Йозеф Шварц. Начало бизнесу было положено в 1930 году; за 10 лет Йозеф Шварц превратил компанию в значительное предприятие на рынке оптовой торговли продуктами питания.
В 1973 году был открыт первый супермаркет Lidl. В 1977 году, после смерти отца, компания перешла в руки его сына Дитера Шварца. Тогда же компания стала активно развиваться в двух направлениях — это хозяйственные товары и дисконтная торговля продуктами питания.
Первые супермаркеты Lidl появились на юге Германии, неся за собой первые ценовые войны, что впоследствии стало традицией Lidl. Постепенно сеть росла и ширилась, достигнув уровня «больших братьев» ALDI и REAL.
Первый супермаркет Lidl вне Германии был открыт в 1988 году во Франции, в 1992 году — в Италии, а в 1994 году сеть вышла на рынок Великобритании. В 2017 году компания вышла на рынок США, за 5 лет там было открыто 170 супермаркетов Lidl.

## Описание
Как правило, магазины LIDL представляют собой супермаркеты площадью 700—1000 м² с парковкой.
Оформление магазинов стандартно и неизменно во всех филиалах, вплоть до цветового решения залов (сине-жёлтый), подбора холодильного оборудования, кассовых аппаратов, тележек, товарных полок и плитки на полу.
Практически по всей Европе Lidl при открытии новых филиалов покупает или берёт в долгосрочную аренду земельные участки, на которых строит новые магазины (а не обустраивая готовые помещения), во многом применяя методы работы и организации бизнес-процессов, аналогичные своему самому крупному конкуренту в этой нише рынка — сети ALDI.
Ассортимент товаров Lidl насчитывает около 2000 наименований, многие продаются под собственной торговой маркой, на таких товарах информация о настоящем производителе отсутствует; вместо этого пишется: Lidl Stiftung & Co. KG.
Персонал работает в две смены. График работы магазинов зависит от страны местонахождения.
Цены на предлагаемые товары меняются в зависимости от конъюнктуры рынка и графика работы конкурентов.

## Структура компании

Карта сети Lidl
действующие
планируемые
закрытые

Все магазины Lidl в стране[какой?] ведут свою деятельность как автономные дочерние предприятия. Управление филиалами происходит централизованно из головного офиса.
Торговая сеть Lidl действует в 31 стране мира и включает в себя 12 тысяч торговых точек, присутствуя почти во всех странах Европы и активно продвигаясь на рынке США.
| Страна         | Год открытия | Число магазинов | Примечания |
| -------------- | ------------ | --------------- | ---------- |
| Австрия        | 1998         | 255             | [ 7 ]      |
| Бельгия        | 1995         | 315             | [ 8 ]      |
| Болгария       | 2010         | 119             | [ 9 ]      |
| Великобритания | 1994         | 948             | [ 10 ]     |
| Венгрия        | 2004         | 211             | [ 11 ]     |
| Германия       | 1973         | 3243            | [ 12 ]     |
| Греция         | 1999         | 232             | [ 13 ]     |
| Дания          | 2005         | 144             | [ 14 ]     |
| Ирландия       | 2000         | 174             | [ 15 ]     |
| Испания        | 1994         | 640             | [ 16 ]     |
| Италия         | 1992         | 700             | [ 17 ]     |
| Кипр           | 2010         | 20              | [ 18 ]     |
| Латвия         | 2021         | 26              | [ 19 ]     |
| Литва          | 2016         | 70              | [ 20 ]     |
| Люксембург     | 2001         | 13              | [ 21 ]     |
| Мальта         | 2008         | 10              | [ 22 ]     |
| Нидерланды     | 1997         | 440             | [ 23 ]     |
| Польша         | 2002         | 805             | [ 24 ]     |
| Португалия     | 1995         | 273             | [ 25 ]     |
| Румыния        | 2011         | 338             | [ 26 ]     |
| Сербия         | 2018         | 67              | [ 27 ]     |
| Словакия       | 2004         | 161             | [ 28 ]     |
| Словения       | 2007         | 64              | [ 29 ]     |
| США            | 2017         | 177             | [ 30 ]     |
| Финляндия      | 2002         | 202             | [ 31 ]     |
| Франция        | 1989         | 1575            | [ 32 ]     |
| Хорватия       | 2006         | 107             | [ 33 ]     |
| Чехия          | 2003         | 316             | [ 34 ]     |
| Швейцария      | 2009         | 169             | [ 35 ]     |
| Швеция         | 2003         | 205             | [ 36 ]     |
| Эстония        | 2022         | 11              | [ 37 ]     |
| Всего          |              | 12 000          | [ 38 ]     |

#### Прибалтика («страны Балтии»)
В Литве с июня 2016 года. На июнь 2020 в стране функционируют 49 магазинов; на июнь 2021 — 55 магазинов в 22 городах; на август 2023 — 69 магазинов в 26 городах.
В Латвии с 2021 года; тогда компания открыла в стране 15 магазинов, а также разместила в Риге логистический центр; на август 2023 в стране функционируют 32 магазина.
В Эстонии с 2020 года. На октябрь 2022 в стране функционируют 10 магазинов; на август 2023 — 11 магазинов.

## Галерея

Магазины Lidl
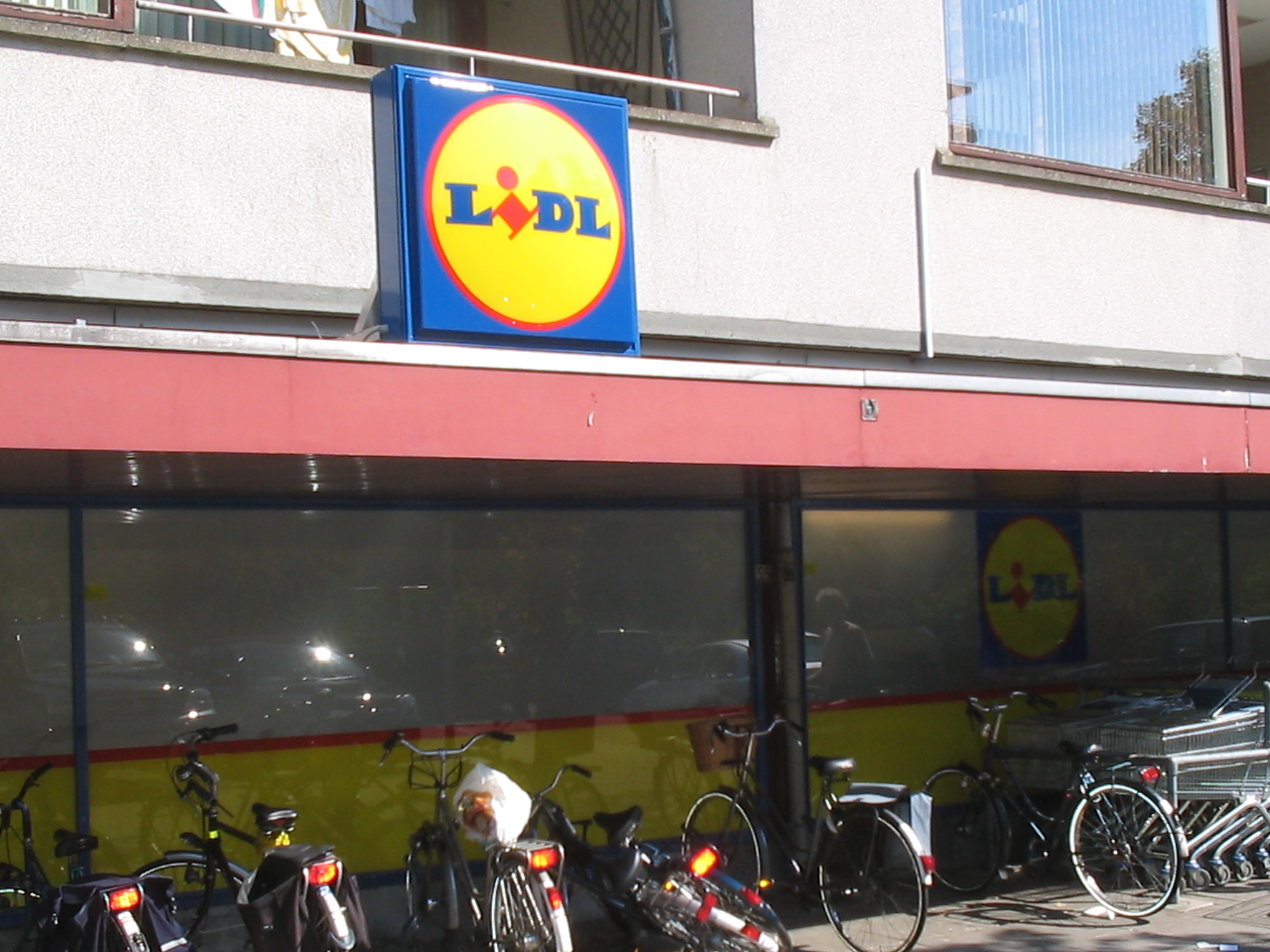
Магазин в Делфте, Нидерланды
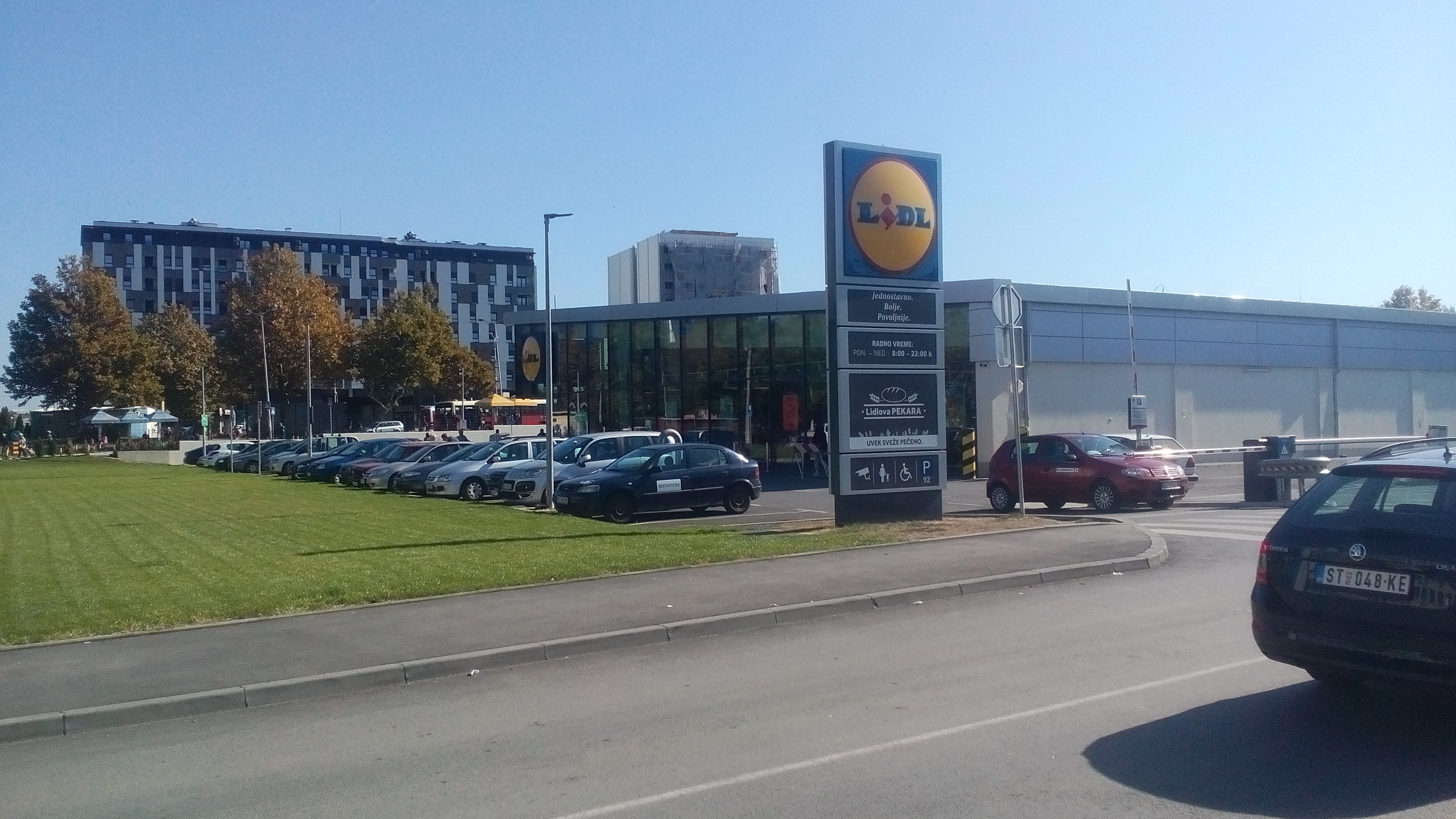
Магазин в Белграде, Сербия
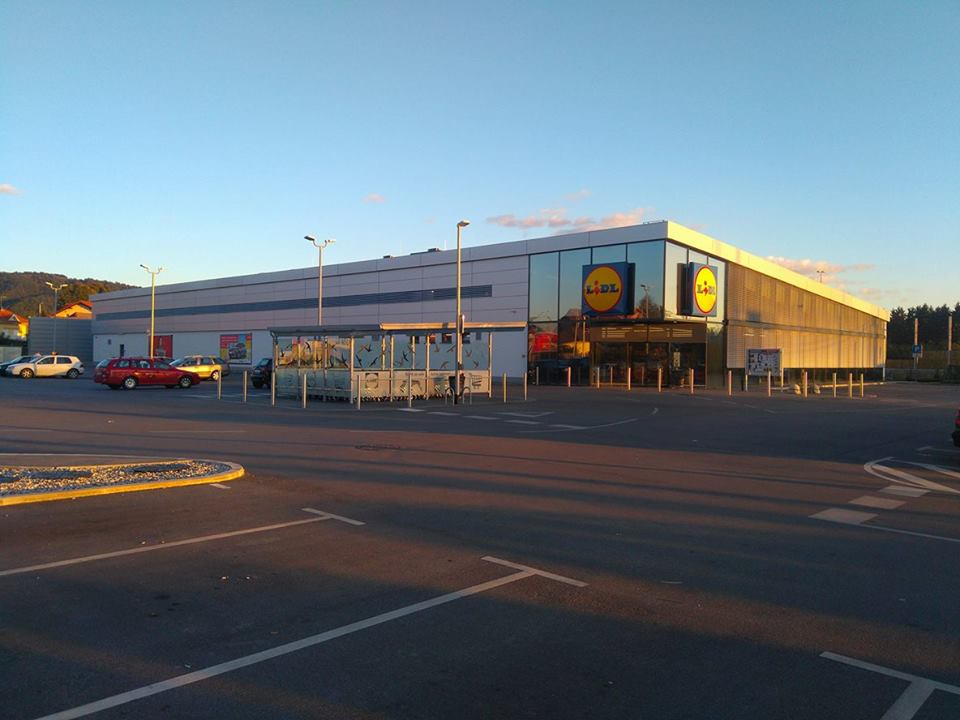
Магазин в Запрешиче, Хорватия